# Schwabiska kriget

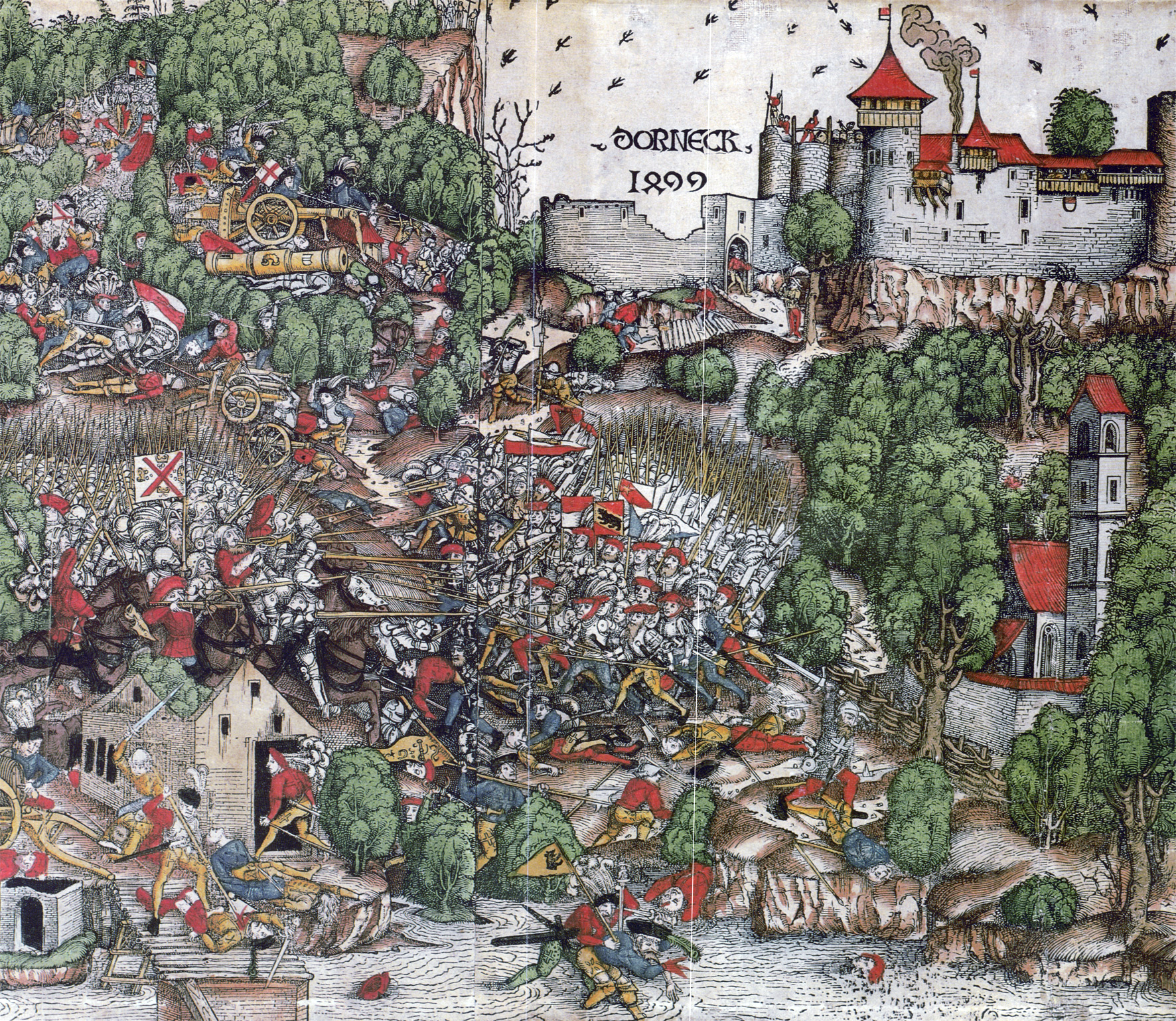
Ett av slagen

Schwabiska kriget även Schwabenkrieg, Schweizerkrieg, Engadiner Krieg var ett försök av habsburgarna att försäkra sig om kontrollen över Schwaben, Schweiz och Graubünden. Kriget utkämpades mellan det Habsburgska riket och Schweiziska edsförbundet mellan januari och september 1499.
Schweizarna hade stora mängder krigsveteraner efter Burgunderkrigen. Då de var riksfria ville Huset Habsburg tvinga in dem i det Tysk-romerska riket genom Schwabiska förbundet, något de vägrade. Krig bröt därför ut. Schweizarna vann flera mindre drabbningar och tog mängder av materiel från fienden. Slaget vid Dornach var avgörande. Kriget slutade med klar seger för edsförbundet. Vid freden i Basel 22 september 1499 tvingades habsburgarna att återlämna alla  erövrade områden.